# Sultepec
Sultepec là một đô thị thuộc bang México, México. Năm 2005, dân số của đô thị này là 24986 người.